# Старе Боїська
Старе Боїська (пол. Stare Boiska) — село в Польщі, у гміні Юзефув-над-Віслою Опольського повіту Люблінського воєводства.
Населення — 253 особи (2011).

## Демографія
Демографічна структура станом на 31 березня 2011 року:
|          | Загалом | Допрацездатний вік | Працездатний вік | Постпрацездатний вік |
| -------- | ------- | ------------------ | ---------------- | -------------------- |
| Чоловіки | 130     | 24                 | 87               | 19                   |
| Жінки    | 123     | 18                 | 64               | 41                   |
| Разом    | 253     | 42                 | 151              | 60                   |